# Отава (окръг, Мичиган)
Вижте пояснителната страница за други значения на Отава.
Окръг Отава (на английски: Ottawa County) е окръг в щата Мичиган, Съединени американски щати. Площта му е 4227 km², а населението - 238 314 души (2000). Административен център е град Гранд Хейвън.